# Concílio da Igreja de Toda a Rússia (1917-1918)
Concílio da Igreja Ortodoxa Russa (em russo:  Поме́стный собо́р Правосла́вной росси́йской це́ркви, transl. Poméstnyy sobór Pravoslávnoy rossíyskoy tsérkvi) ou Concílio de Toda a Rússia (em russo:  Всероссийский поместный собор, transl. Vserossiyskiy pomestnyy sobor), oficialmente: Santo Sobor da Igreja Ortodoxa Russa (em russo:  Священный собор Православной российской церкви, transl. Svyashchennyy sobor Pravoslavnoy rossiyskoy tserkvi), foi o primeiro concílio da Igreja Ortodoxa Russa desde o final do séc. XVII, iniciado em 15 (28, de acordo com o calendário gregoriano) de agosto de 1917 na Catedral da Assunção do Kremlin de Moscou. Sua decisão mais importante foi a restauração, em 21 de novembro (4 de dezembro, de acordo com o calendário gregoriano) de 1917, do patriarcado na Igreja russa, pondo fim ao período sinodal na história da Igreja russa.
O concílio esteve reunido por mais de um ano, até 7 (20, de acordo com o calendário gregoriano) de setembro de 1918; as sessões eram realizadas na Casa Diocesana de Moscou, na Rua Likhov. O Sobor coincidiu com eventos importantes da história russa, como a guerra com a Alemanha, o golpe do General Lavr Kornilov, a proclamação da República na Rússia (1º de setembro de 1917), a queda do Governo Provisório e a Revolução de Outubro, a dissolução da Assembleia Constituinte, a publicação do Decreto sobre a separação entre Igreja e Estado e o início da Guerra Civil. O Concílio fez declarações em resposta a alguns desses eventos. Os bolcheviques, cujas ações e decretos foram explicitamente condenados pelo concílio (ou pelo patriarca pessoalmente), não obstruíram diretamente as sessões do concílio.[carece de fontes?]
O Sobor, cujos preparativos estavam em andamento desde o início do século XX, foi aberto em uma época em que os sentimentos antimonarquistas reinavam na sociedade e na Igreja. O concílio teve 564 membros, incluindo 227 da hierarquia e do clero e 299 do laicato. Estiveram presentes Alexandre Kerenski, chefe do Governo Provisório, Nikolai Avksentiev, ministro do Interior, representantes da imprensa e da diplomacia, além de outros membros.[carece de fontes?]

## Galeria

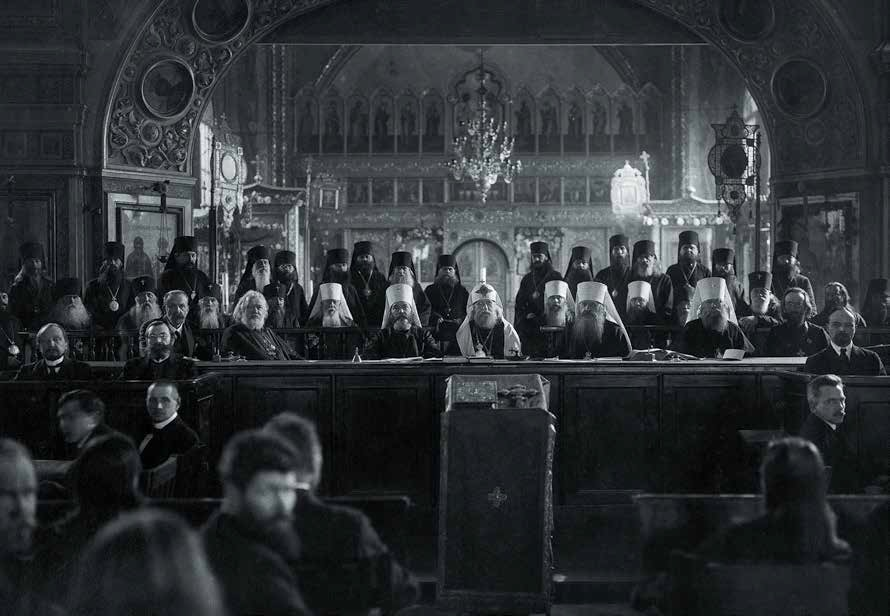
Reunião do Concílio (1917-1918).
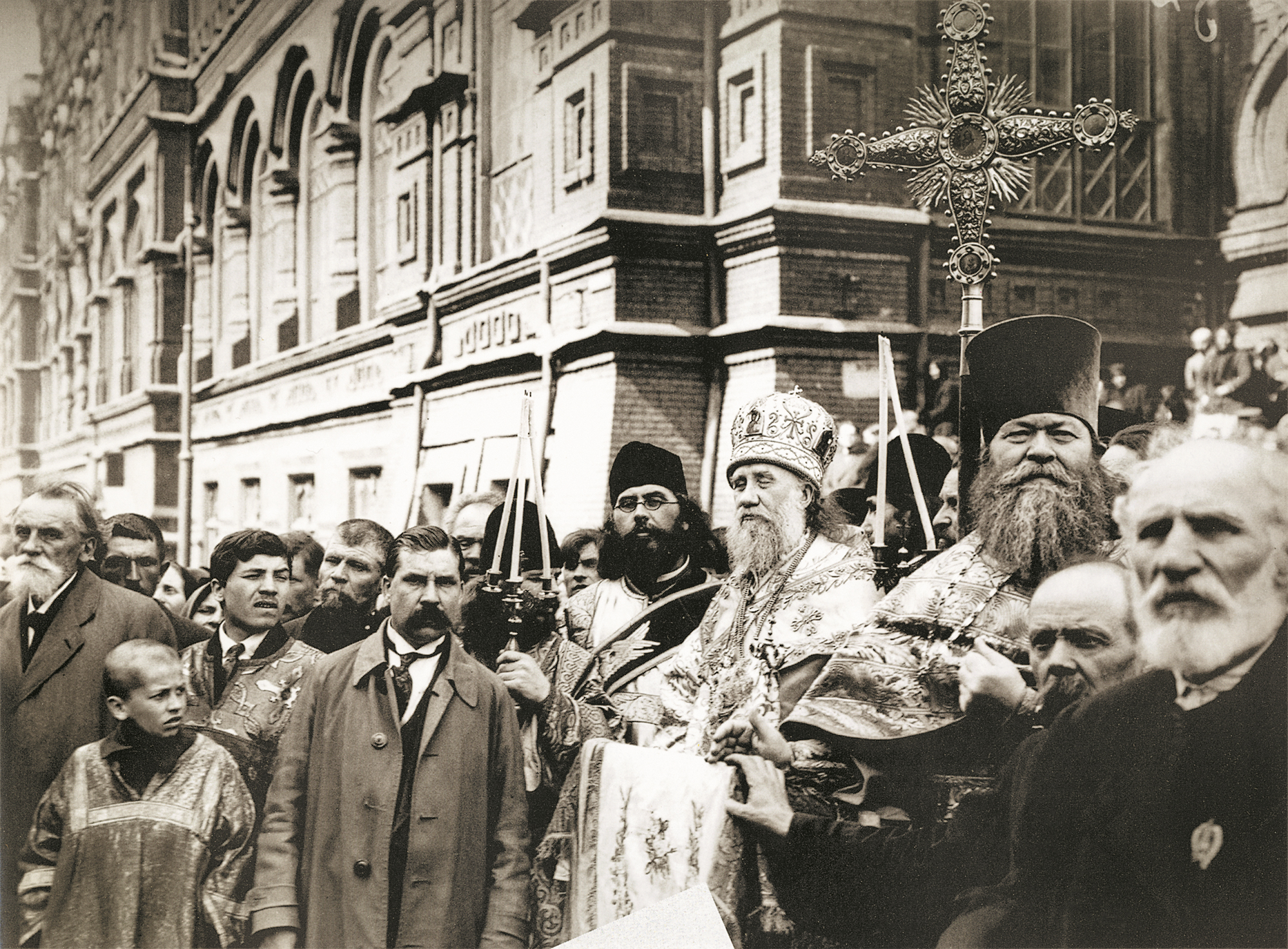
Patriarca Tikhon no Concílio de 1918.
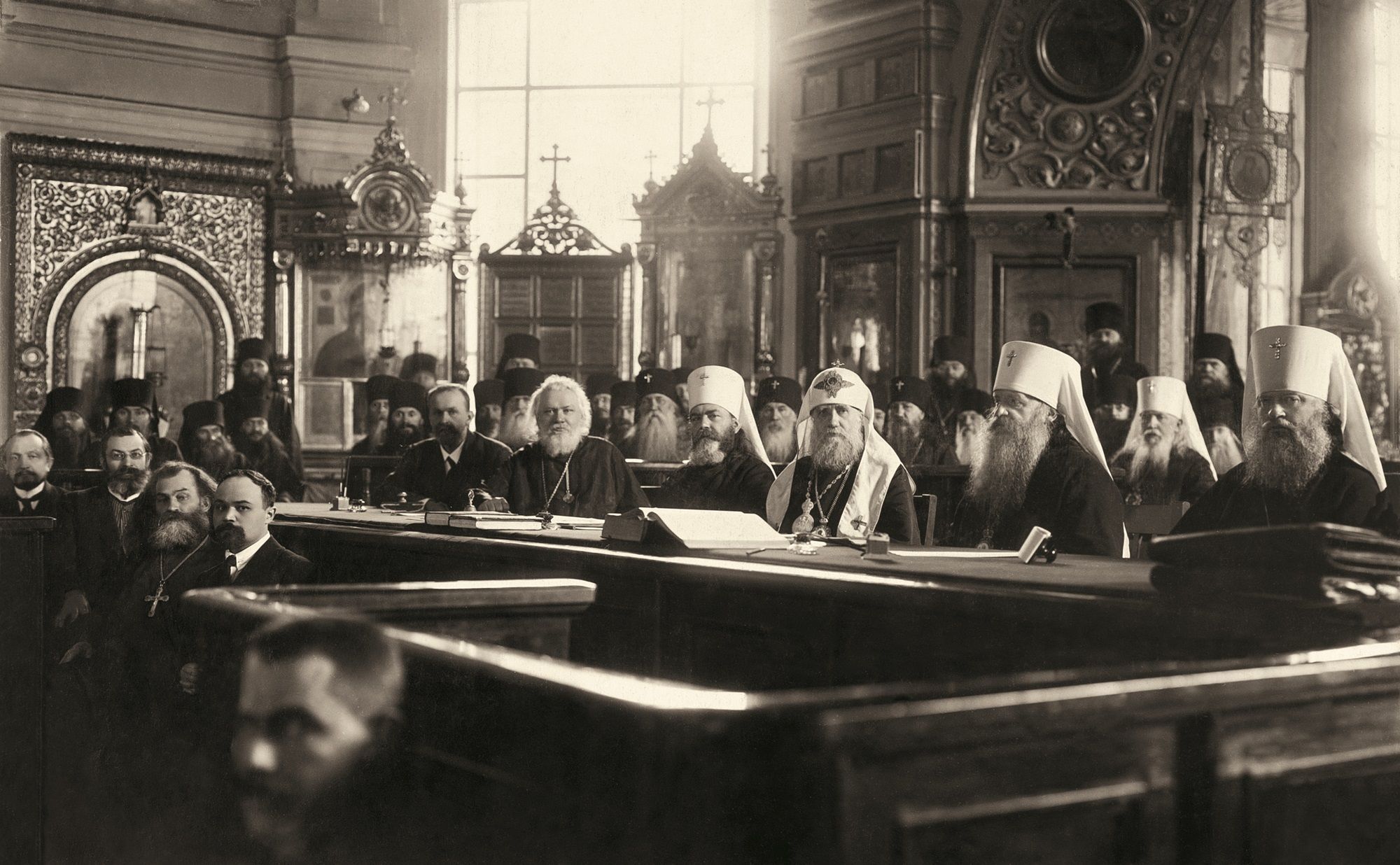
Reunião do Concílio na Casa Diocesana de Moscou.
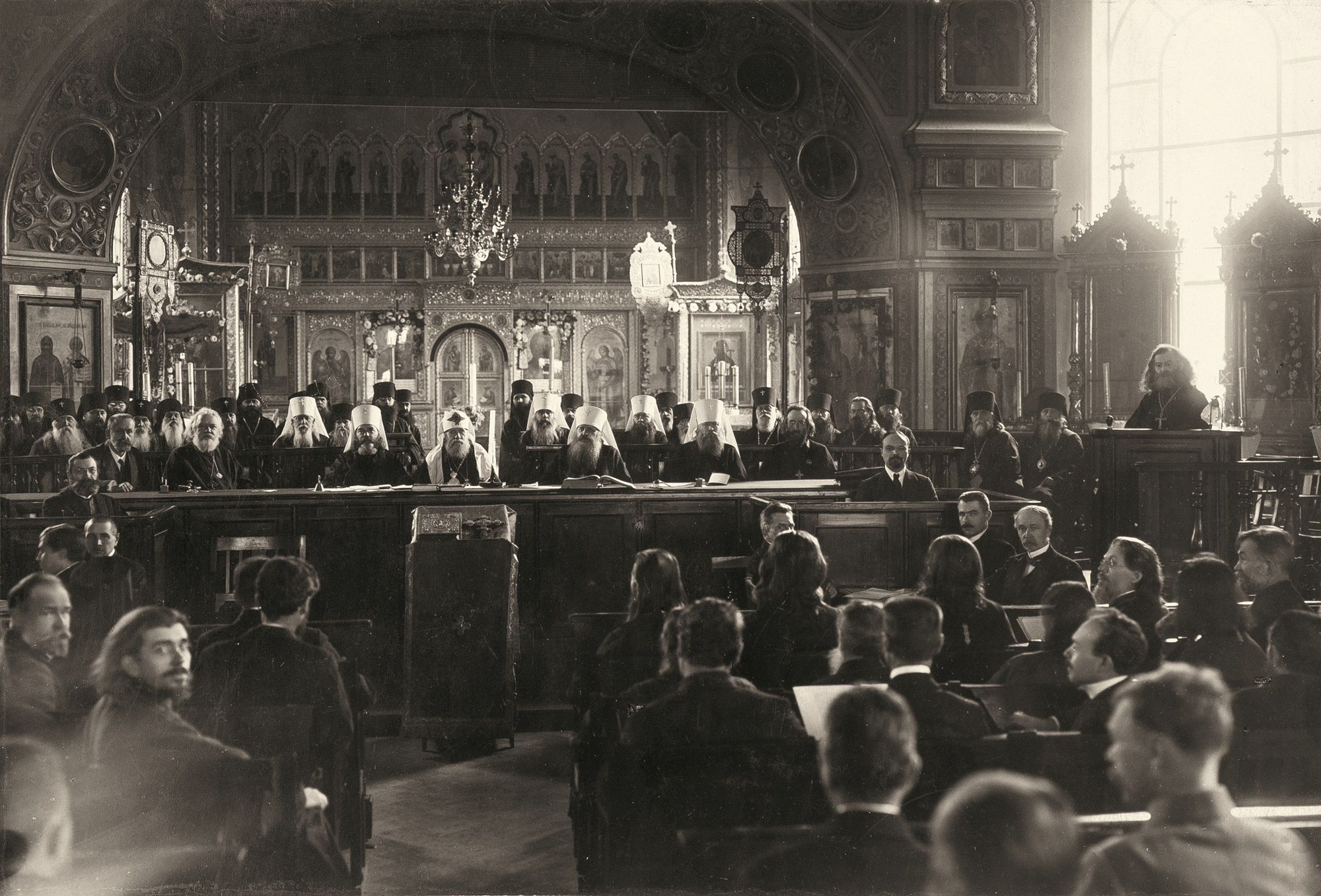
Presidência do Concílio (1918).